# Johan Pontén (hovpredikant)
Johan Pontén, född 1838, död 1873, var en svensk präst. Han var kyrkoherde i Färlövs församling i Lunds stift samt hovpredikant. Han var son till hovpredikanten Peter Carl Pontén och Martina Charlotta Ekman samt sonson till Johan Pontén. Familjen tillhörde prästsläkten Pontén från Småland. Johan Pontén gifte sig 1870 med Ida Palmlund (1845–1877). En son till paret är Frithiof Pontén.